# Anttiskauri
Anttiskauri är en ö i Finland. Den ligger i Skärgårdshavet och i kommunen Nådendal i Egentliga Finland, i den sydvästra delen av landet. Ön ligger omkring 10 kilometer söder om Nådendals centrum och 14 kilometer sydväst om Åbo centrum.
Öns area är 3,8 hektar och dess största längd är 320 meter i öst-västlig riktning.
Öns tomter är privatägda.